# 徳川治済
- 徳川 治済
- 德川 治濟

徳川 治済（とくがわ はるさだ）は、江戸時代後期の武士。御三卿の一つである一橋家第2代当主。江戸幕府第8代将軍・徳川吉宗の孫。第11代将軍徳川家斉の実父として権勢を誇り、幕政に隠然たる影響力を持った。

## 生涯
宝暦元年（1751年）11月6日、徳川宗尹の四男として生まれる。母は細田時義の娘・由加。幼名は豊之助。
長兄・松平重昌は寛延2年（1749年）に、三兄・松平重富は宝暦8年（1758年）3月21日に、それぞれ越前国福井藩を継いでいた。このため、宝暦8年12月19日、豊之助が一橋家の世子となり、徳川を称する。宝暦12年（1762年）12月1日に元服、従兄弟である将軍徳川家治より偏諱を賜り治済と名乗り、民部卿となる。明和元年（1764年）11月11日、従三位左近衛権中将に叙任される。同年閏12月19日、一橋家の家督を継いだ。
明和4年（1767年）12月4日、京極宮公仁親王の娘・在子女王を正室に迎える。
天明元年（1781年）12月5日、参議に補任。
田沼意次が幕政を指揮する中、一橋家には意次の弟・意誠や、甥・意致が家老となり、一橋家家臣とも縁戚関係を築いていた。しかし治済は松平定信ら反・田沼派の黒幕として運動し、天明6年（1786年）、将軍家治が亡くなり、家斉が11代将軍に就任すると、意次の罷免、田沼派の一掃を行わせた。
天明8年（1788年）に家斉は治済を「大御所」待遇にしようと幕閣に持ちかけるが、当時朝廷で光格天皇が実父・閑院宮典仁親王に太上天皇の尊号を贈ろうとしてこれに反対した老中の松平定信と対立する尊号一件が発生していた。その結果、治済の大御所待遇もできなくなり、治済・家斉父子の怒りを買った定信は失脚した。
寛政3年（1791年）3月5日、権中納言となる。
寛政11年（1799年）1月27日、従二位権大納言に叙任される。同年、一橋家の家督を六男・斉敦へ譲って隠居し、幕府から5万石の賄料と5千両の年金を別に受ける。文政元年（1818年）6月5日、剃髪して穆翁と号す。同年12月11日、裘袋（）着用を勅許される。
文政3年（1820年）4月21日、従一位に叙せられる。文政8年（1825年）3月7日、准大臣にのぼる。
文政10年（1827年）2月20日、77歳で死去。法名は最樹院（最樹院殿性體寶徹大居士）。墓所は東叡山寛永寺（現・東京都台東区上野）。
文政11年（1828年）1月19日に内大臣、文政12年（1829年）2月8日に太政大臣をそれぞれ追贈された。

## 妻・子女
（出典：「一橋徳川系図」、「一橋徳川家記」）
- 正室：在子女王（1756年（宝暦6年） - 明和7年7月12日（1770年9月1日）） - 公仁親王娘
- 側室：岩本氏
  - 長男：徳川家斉
  - （異説あり）三男：黒田斉隆 - 『寛政重修諸家譜』では、丸山氏を母としている[8]。
  - 四男：雄之助（安永6年9月22日（1777年10月22日） - 安永8年6月12日（1779年7月25日））
  - 六男：斉敦
- 側室：丸山氏 お喜志（宝暦2年（1752年） - 天明5年12月26日（1786年1月25日））[9]
  - 二男：治国
  - 五男：斉匡
  - 七男：松平義居
- 側室：中村氏 お町（明和2年（1765年） - 文政2年8月3日（1819年9月21日））[10]
  - 八男：久之助（寛政10年12月14日（1799年1月19日） - 文化3年12月22日（1807年1月30日））
  - 九男：本之丞（寛政12年2月9日（1800年3月4日） - 享和3年6月20日（1803年8月7日））
- 側室：お花（? - ?）
  - 三女：輝姫（天明5年5月19日（1785年6月25日） - 寛政3年7月8日（1791年8月7日））
- 生母が不明の子女
  - 長女：庸姫（安永3年5月27日（1774年7月5日） - 天明3年6月22日（1783年7月21日））
  - 次女：満姫（天明2年10月29日（1782年12月3日） - 天明5年7月12日（1785年8月16日）） - 徳川治行長男・五郎太と婚約[11]
  - 四女：紀姫（天明5年11月24日（1785年12月25日） - 文久元年6月24日（1861年7月31日）） - 細川斉樹正室

## 徳川治済　准大臣の辞令（宣旨）
正二位行權大納言源朝臣重能宣
奉　勅入道從一位源朝臣
春秋已高又征夷大將軍源朝臣
實有天性之親宜准大臣者
文政八年七月十八日 大外記兼掃部頭造酒正助敎中原朝臣師德奉
（訓読文）正二位権大納言源朝臣重能（庭田重能、44歳　院別当兼帯）宣（の）る、勅（みことのり　仁孝天皇　26歳）を奉（うけたまは）るに、入道従一位源朝臣（徳川治済　75歳）春秋（年齢）已（すで）に高し、又征夷大将軍源朝臣（徳川家斉　53歳　従一位左大臣）の実有（じつう　実際） 天性（生来）の親なり、宜しく大臣に准（なぞら）ふべし者（てへり）、文政8年（1825年）7月18日　大外記兼掃部頭造酒正助教中原朝臣師徳（押小路師徳、27歳　正五位上）奉（うけたまは）る。
（「甲子夜話続篇」）

## 評価
漢学者・五弓久文が著した徳川家斉の伝記『文恭公実録』によると、当時その豪奢な生活ぶりから、「天下の楽に先んじて楽しむ」三翁の一人に数えることわざが作られたという（残り二人は中野清茂、島津重豪。一方、正反対に「天下の憂に先んじて憂う」人物として松平定信が挙げられている）。

## 関連作品

### 小説
- 剣客商売（池波正太郎）
- 闇の傀儡師（藤沢周平）
- 暗殺春秋（半村良）（治済が権勢を振るった時代が舞台であり、全編に名前のみ登場）
- 十五万両の代償 十一代将軍家斉の生涯（佐藤雅美）（重要人物として登場）
- 羽州ぼろ鳶組シリーズ（今村翔吾）
- やさぐれ大納言徳川宗睦シリーズ（麻倉一矢）

### 映画
- お洒落狂女（1952年、東映） - 演：薄田研二
- 血汐笛（1958年、東映） - 演：柳永二郎
- ひばりのおしゃれ狂女（1961年、東映） - 演：北竜二
- エロ将軍と二十一人の愛妾（1972年、役名は一ッ橋刑部） - 演：村居京之輔

### テレビドラマ
- 天下御免（1971年、NHK） - 演：久米明
- 闇の傀儡師（1982年、フジテレビ） - 演：神山繁
- 若さま侍捕物帳（1991年、テレビ朝日） - 演：中条きよし
- 風光る剣 -八嶽党秘聞-（1997年、NHK正月時代劇） - 演：中村梅雀
- 幻十郎必殺剣（2008年、テレビ東京・東映） - 演：鶴田忍
  - 幻十郎必殺剣スペシャル（2009年、テレビ東京） - 演：鶴田忍
- 剣客商売スペシャル・春の嵐（2008年、フジテレビ・松竹） - 演：村井国夫
- 隠密秘帖（2011年、NHK） - 演：神山繁
- 剣客商売スペシャル・御老中暗殺（2012年、フジテレビ・松竹） - 演：神保悟志
- 大江戸捜査網2015〜隠密同心、悪を斬る!〜（2015年、テレビ東京新春ワイド時代劇） - 演：西村雅彦
- 大奥「第一部～最凶の女～」（2016年、フジテレビ） - 演：福本清三
- 大奥 season2（2023年、NHKドラマ10） - 演：仲間由紀恵 ※男女逆転設定
- べらぼう〜蔦重栄華乃夢噺〜（2025年、NHK大河ドラマ） - 演：生田斗真

### 漫画
- 風雲児たち（みなもと太郎）
- 大奥（よしながふみ）※男女逆転設定